# Joanna Butterfield
Joanna Butterfield, meglio nota come Jo Butterfield (Doncaster, 19 marzo 1979), è un'atleta paralimpica e dirigente sportiva britannica specializzata nel lancio del disco e nel lancio della clava. Compete nella categoria F51.

## Biografia
Nel 2012, all'età di 33 anni, le fu diagnosticato un tumore spinale. Dopo l'operazione per la rimozione delle metastasi si risvegliò con una lesione spinale che la allora le impedisce di muovere la parte del corpo dal petto in giù.
Nel 2014 prese parte ai campionati europei di atletica leggera paralimpica di Swansea, dove conquistò la medaglia d'oro nel lancio della clava F51/52, registrando anche il record europeo per la categoria F51. Ai mondiali paralimpici di Doha 2015 vinse la gara del lancio della clava F51 con il record dei campionati, mentre conquistò la medaglia di bronzo nel lancio del disco F52 con la misura di 8,96 m, nuovo record europeo della categoria F51.
Nel 2016 si laureò nuovamente campionessa europea del lancio della clava F51 alla rassegna continentale di Grosseto. Lo stesso anno fu campionessa olimpica nella medesima disciplina ai Giochi paralimpici di Rio de Janeiro, dove fece registrare il nuovo record del mondo di categoria con la misura di 22,81 m; si classificò invece quinta nel lancio del disco F52.
Nel 2017 partecipò ai campionati del mondo di atletica leggera paralimpica di Londra, che concluse con il quarto posto nel lancio della clava F51 e la qualificazione alla finale del lancio del disco F52, alla quale però non prese parte. L'anno successivo fu medaglia d'argento nel lancio della clava F51 agli europei paralimpici di Berlino, mentre nel 2019 ottenne la stessa medaglia ai mondiali paralimpici di Dubai.
Dal 2016 è membro del Consiglio della Scottish Athletics.

## Record nazionali
- Lancio della clava F51: 22,81 m ( Rio de Janeiro, 11 settembre 2016)

## Progressione

### Lancio del disco F51
| Stagione | Misura | Luogo          | Data      | Rank. Mond. |
| -------- | ------ | -------------- | --------- | ----------- |
| 2016     | 9,40 m | Rio de Janeiro | 14-9-2016 | 5ª          |
| 2015     | 9,86 m | Livingston     | 5-9-2015  | 3ª          |
| 2014     | 8,51 m | Birmingham     | 20-7-2014 | 2ª          |

### Lancio della clava F51
| Stagione | Misura  | Luogo          | Data      | Rank. Mond. |
| -------- | ------- | -------------- | --------- | ----------- |
| 2019     | 22,22 m | (Scozia)       | 25-5-2019 | 3ª          |
| 2018     | 21,53 m | Berlino        | 24-8-2018 | 2ª          |
| 2017     | 23,15 m | Inverness      | 24-6-2017 | 4ª          |
| 2016     | 22,81 m | Rio de Janeiro | 11-6-2016 | 1ª          |
| 2015     | 21,50 m | Londra         | 26-7-2015 | 1ª          |
| 2014     | 18,73 m | Bedford        | 31-5-2014 | 2ª          |

## Palmarès
| Anno | Manifestazione       | Sede           | Evento                       | Risultato | Prestazione | Note                  |
| ---- | -------------------- | -------------- | ---------------------------- | --------- | ----------- | --------------------- |
| 2014 | Europei paralimpici  | Swansea        | Lancio della clava F31/51    | Oro       | 17,68 m     | Record europeo        |
| 2015 | Mondiali paralimpici | Doha           | Lancio del disco F52         | Bronzo    | 8,96 m      | F51                   |
| 2015 | Mondiali paralimpici | Doha           | Lancio della clava F51       | Oro       | 21,44 m     | Record dei campionati |
| 2016 | Europei paralimpici  | Grosseto       | Lancio della clava F31/32/51 | Oro       | 22,75 m     | F51                   |
| 2016 | Giochi paralimpici   | Rio de Janeiro | Lancio del disco F52         | 5ª        | 9,40 m      |                       |
| 2016 | Giochi paralimpici   | Rio de Janeiro | Lancio della clava F51       | Oro       | 22,81 m     | Record mondiale       |
| 2017 | Mondiali paralimpici | Londra         | Lancio del disco F52         | Finale    | dns         |                       |
| 2017 | Mondiali paralimpici | Londra         | Lancio della clava F51       | 4ª        | 22,54 m     |                       |
| 2018 | Europei paralimpici  | Germania       | Lancio della clava F51       | Argento   | 21,53 m     |                       |
| 2019 | Mondiali paralimpici | Dubai          | Lancio della clava F51       | Argento   | 21,67 m     |                       |